# Victorino Antilef
Victorino Ernesto Antilef Ñanco (n. 20 de septiembre de 1969) es un educador y político chileno de etnia mapuche. En 2021, Antilef fue elegido miembro de la Convención Constitucional de Chile para representar al pueblo mapuche, que tiene derecho a siete escaños reservados en el organismo.

## Primeros años
Nació el 20 de septiembre de 1969 y se crio en Antilhue, Región de Los Ríos. Es un hablante fluido de mapudungun y asistió a la Pontificia Universidad Católica de Chile. Además, es miembro de la Asociación Mapuche Kalfulikan de Los Ríos.
Profesor de educación intercultural, ha asistido a eventos organizados por instituciones como la Universidad Austral de Chile y la Universidad de La Frontera para promover el conocimiento cultural mapuche. Un área de revitalización cultural que Antilef ha enfatizado es la protección de los deportes tradicionales mapuche como el palín (conocido en español como chueca), un juego de palo y pelota.

## Convención Constitucional
Como miembro de la Convención Constitucional, ha impulsado la "revitalización cultural" de las costumbres mapuche. Asimismo, ha indicado que la política medioambiental es su principal preocupación y ha manifestado que "es fundamental empezar a hablar de la naturaleza como sujeto de derecho". Además, ha relacionado la causa de la preservación del medio ambiente con la de preservar las culturas indígenas, explicó que el entorno natural tiene un significado espiritual para el pueblo mapuche y está entrelazado con los valores culturales mapuche.
Durante la elección de 2021 para la presidencia de la Convención Constitucional, apoyó a la también activista mapuche y eventual vencedora Elisa Loncón. Fue elegido para coordinar la Comisión de Derechos Indígenas y Plurinacionalidad el 2 de noviembre de 2021 en conjunto con Margarita Vargas, sin embargo, renunció el 27 de diciembre a la coordinación debido a discrepancias con la implementación de la consulta indígenas, eligiendose a Isabella Mammani en su reemplazo.